# Carlo Padial
Carlo Padial (Barcelona, 27 agost 1977) és un dibuixant de còmics, escriptor, guionista i director de cinema. Escriptor de llibres com Dinero gratis, Erasmus, Orgasmus y otros problemas i Contenido. Director de la pel·lícula del 2017 Algo muy gordo protagonitzada per Berto Romero.

## Filmografia

### Cinema

#### Llargmetratges
| Any  | Títol           | Paper    | Notes                      | Referències |
| ---- | --------------- | -------- | -------------------------- | ----------- |
| 2012 | Mi loco Erasmus | director | basada en la seva novel·la | [ 4 ] [ 5 ] |
| 2014 | Taller Capuchoc | director |                            | [ 4 ] [ 6 ] |
| 2017 | Algo muy gordo  | director |                            | [ 7 ]       |